# Джулия Фарнезе
Джулия Фарнèзе (на италиански: Giulia Farnese; * 1475, Канино, Папска държава; † 23 март 1524, Рим, Папска държава) е италианска аристократка, губернаторка на Карбоняно (1506 – 1522), метреса на папа Александър VI.
Нейната привлекателност, която ѝ спечелва прозвището „Джулия красивата“ (Giulia la Bella) сред нейните съвременници, отваря пътя към властта и богатството за нея и семейството ѝ, давайки началото на богатството на Дом Фарнезе.

## Произход
Джулия е родена в Канино, в крепостта, разположена в историческия център, в това, което сега е площад „Мацини“, през 1475 г., като дъщеря на Пиер Луиджи Фарнезе Стари (* 1435, † 1487), кондотиер и господар на Монталто ди Кастро, и на съпругата му Джована Каетани. Нейни дядо и баба по бащина линия са известният кондотиер Ранучо Фарнезе Стари, граф на Питиляно, и Аниезе Моналдески, а по майчина – Онорато Каетани, херцог на Сермонета, и Катерина Орсини. Има трима братя и една сестра:
- Алесандро (* 1468, † 1549) – папа Павел III (1534 – 1549)
- Бартоломео, господар на Монталто и съпруг на Йоланда Моналдески
- Анджело, господар, съпруг на Лела Орсини
- Джиролама (* 1478)

## Биография

### Детство
Нищо не се знае за нейното образование, което трябва да е било много скромно, какъвто е бил обичаят по онова време за жените в семействата на провинциалните господари, като семейство Фарнезе по това време. Почеркът на трите ѝ писма с автограф е почти детски.
На 12 декември 1484 г., на 9-годишна възраст, Джулия губи баща си. Майка ѝ смята за подходящо да продължи споразумението, сключено години по-рано между кардинал Родриго Борджия и нейния съпруг Пиер Луиджи относно годежа на децата им. Джулия ще се омъжи за Орсино Орсини – племенник на кардинала и господар на Басанело (днес Вазанело).

### Брак
14-годишната Джулия е изпратена от майка си в Рим, за да завърши образованието си и да се интегрира в римската аристокрация.
Брачният ѝ договор е сключен в Рим на 20 – 21 май 1489 г., в дома на могъщия испански кардинал Родриго Борджия, който три години по-късно е избран за папа с името Александър VI. Джулия е на 15 години и се омъжва за Орсино, 17-годишният син на Лодовико Орсини и Адриана де Мила, братовчедка на кардинал Борджия. Младоженецът е сляп с едното око (дотолкова, че получава прякора monoculus Orsinus) и въпреки че принадлежи към семейство с голяма известност, е незначителен персонаж: военен, който винаги прави всичко възможно, за да избегне битка. Зестрата на Джулия е 3000 златни флорина. Същинската сватба се състои година по-късно, на 9 май 1490 г. в Рим и е отпразнувана с голяма кавалкада на римската аристокрация, както съобщава Йоханес Буркард – папски церемониалмайстор, в неговия Liber notarum. Джулия, както е нейно задължение, последва мъжа си до владението му Басанело.
Спори се дали на датата на сватбата Джулия вече е била любовница на Родриго Борджия – чувствен мъж, който има вече четири деца от любовницата си Ваноца Катанеи, както и от други неизвестни жени. За някои бракът е удобно прикритие за връзката – нечестив договор между нейната свекърва Адриана де Мила и братовчеда ѝ кардинал, който позволява на Орсино да постигне значителен напредък. Известно е, че Адриана де Мила в крайна сметка одобрява връзката на Родриго Борджия и Джулия Фарнезе, за да спечели по-висок статус за сина си във Ватикана.
Има също дебат дали дъщерята на Джулия, Лаура Орсини, родена на 30 ноември 1492 г., е от Орсино Орсини или от Родриго Борджия. Сигурно е, че семейство Фарнезе (и по-специално Алесандро, братът на Джулия) се опитват да ѝ намерят съпруг от най-ранното ѝ детство, като я представят за дъщеря на папата. Все пак трябва да се отбележи, че Александър VI, въпреки че винаги е бил много щедър с децата си, прави много малко за Лаура. Може би той се ограничава до подкрепата на целите на Фарнезе, утвърждавайки с мълчанието си лъжа, която не може да му навреди.

### Метреса на Родриго Борджия
Връзката на Лаура с Родриго Борджия със сигурност е консолидирана през 1493 г., когато Джулия е в Рим, далеч от съпруга си, живееща в двореца на кардинал Джован Батиста Дзено в Санта Мария ин Портико (в съседство с Ватикана, където се намира колонадата на Бернини) заедно с папската дъщеря Лукреция Борджия, под покорното ръководство на свекърва си и папска братовчедка Адриана де Мила. Там тя приема молители, които молят за благодат от папата, и работи особено усилено, за да получи голяма църковна помощ за Лоренцо Пучи, девер на сестра ѝ Джиролама, който по-късно става кардинал и папски датарий. На 20 септември 1493 г. братът на Джулия, Алесандро Фарнезе, става кардинал. Той получава прякора „Кардинал Фарнезе“, за да му се подиграят за неблагородния начин, по който заема поста. На 14 ноември 1494 г. той също получава легацията на Patrimonium Petri, която плаща 100 дуката на месец и която му позволява да управлява територията, в която се корени семейство Фарнезе. От своя страна Адриана де Мила и Орсино Орсини получават феодите Карбоняно и Джулианело (днес Винянело).
Джулия вече е признатата любовница на папата, напълно заслепен от страстта му към тази красива и провокативна млада жена, до степен че неговите съвременници започват да я наричат „папска конкубина“ (concubina papae) или дори, с палава ирония, „Христова невеста“ (sponsa Christi). Това, което би трябвало да е обикновена афера, се превръща в неудържима сенилна страст, опустошителна и обсебваща, чийто пламък гори дълго време, подхранван от мрачно желание и болезнена и на моменти бълнуваща ревност: папа Александър стига до точката да заплаши Джулия с отлъчване от Църквата, ако тя се дистанцира от него.

### Криза на връзката
На 12 юни 1493 г. е сватбената церемония между 13-годишната Лукреция, дъщеря на папата, и Джовани Сфорца, господар на Пезаро. Същинската сватба се състои едва година по-късно поради различни пречки (а също и поради упорството на момичето). Няколко дни след сключването на брака двамата младоженци заминават за Пезаро; Джулия и Адриана де Мила ги придружават и остават в Марке за няколко седмици, въпреки че папата няма търпение Джулия да се върне и я призовава да се върне.
Междувременно войските на френския крал Шарл VIII, който нахлува в Италия през пролетта, претендирайки за короната на Неаполитанското кралство, се разпростират на юг, без да срещат сериозна съпротива. Загрижен за безопасността на любимата си, папата ѝ нарежда да се върне. Пристигат обаче новини, че Анджело Фарнезе, братът на Джулия, е в тежко състояние в крепостта Каподимонте. Издържайки на папския гняв, Джулия веднага тръгва, за да отиде до леглото на Анджело, когото намира вече мъртъв (12 юли). Самата Джулия и брат ѝ Алесандро се разболяват и папата изпраща своите лекари да ги лекуват.
Към есента ситуацията изглежда се влошава: към заплашителното настояване на папата, който изисква Джулия да се върне в Рим, се добавят взаимните обвинения и заплахи на мъжа ѝ, който шумно настоява тя да се върне в Басанело. Папата посреща ситуацията по обичайния начин: с арогантна решителност той пише много груби думи срещу нея и самата Адриана, заплашвайки и двете с отлъчване; той засипва всичките си събеседници с отровни писма, включително кардинал Алесандро Фарнезе и самия Орсино Орсини, упреквайки ги за големите предоставени облаги и стигайки дотам, че да ги заплашва с отлъчване и конфискация на имуществото им, ако се противопоставят на волята му.
Сплашването е успешно, тъй като Джулия, свекърва ѝ и сестра ѝ Джеролама отново тръгват към Рим. Но близо до Витербо шествието на дамите, ескортирано от тридесет рицари, които папата специално изпраща от Рим, е пресрещнато от авангард на френската армия. Тридесетте „парадни“, а не бойни рицари не се опитват да окажат съпротива. Французите, знаейки с кого си имат работа, решават, че могат да се възползват максимално от това: те отвличат трите дами, като поискват откуп от 3000 дуката. Папата премества всички възможни дипломатически пионки и след няколко дни, благодарение на личния интерес на Шарл VIII, трите дами подновяват пътуването си към Рим, ескортирани от истинска армия. Те влизат в Рим на 1 декември и според съобщенията Джулия прекарва нощта във Ватикана, като веднага ѝ е простено за наглостта от любящия папа.

### Бягство от Рим
Новините за напредването на Шарл VIII стават все по-тревожни и нарастващ страх се разпространява в Рим. Папата няма никакво намерение да напуска Светия престол, въпреки че мнозина настойчиво го предлагат. Джулия, която се е върнала преди няколко дни, се страхува за себе си и за дъщеря си и желае да напусне Рим възможно най-бързо. Поради тази причина тя се обръща към брат си Алесандро с молба да ѝ помогне да организира бързо напускане на града. Две седмици преди пристигането на Шарл VIII и неговите войници Джулия напуска Рим без знанието на папата. Александър VI никога повече няма да я види.
Не е сигурно къде отива Джулия след това бягство. Възможно е тя да се е присъединила към съпруга си в Басанело или да е намерила убежище директно в замъка на Карбоняно, където се намира няколко години по-късно. Със сигурност се знае, че през 1500 г. съпругът ѝ умира в Басанело. Притежанията му са наследени от дъщеря му Лаура Орсини, над която продължава да витае подозрението за бащинството на Борджия.

### В Карбоняно
Следи от Джулия са открити към края на 1503 г. На 18 август същата година папа Александър VI умира и последиците от това започват да се сипят върху Дом Борджия. За Фарнезе е време да поверят късмета си другиму и Джулия отново е главната героиня на един от ключовите моменти на този възход. След краткия понтификат на Пий III, който умира месец след избирането си, конклавът избира за папа Джулиано дела Ровере, който приема името Юлий II. 30-годишната Джулия се завръща в Рим, за да уреди изгодна сватба за единствената си дъщеря Лаура. Звездата на Дела Ровере е в апогея си и Джулия добре разбира възможността за брак с този силен дом. Преговорите са толкова успешни, че на 15 ноември 1505 г. 13-годишната Лаура Орсини се омъжва за Николо дела Ровере – син на една от сестрите на папата.
През 1506 г. Джулия става губернаторка на Карбоняно – феодалното владение, което Александър VI е дарил на съпруга ѝ. Тя се установява в градския замък, на портала на който години по-късно е гравирано нейното име. В хрониките на замъка се казва, че Джулия е била умела администраторка и е знаела как да управлява земите си с твърда и енергична ръка, докато в Рим нейният брат продължава блестящата си църковна кариера.
През 1509 г. тя се омъжва за барон Джовани Капече Боцуто ди Афрагола, син на Чезаре Мария, владетел на Афрагола, и член на дребното неаполитанско благородство. През октомври 1517 г. Джулия, на 43 години, овдовява за втори път.

### Смърт
Джулия остава в Карбоняно до 1522 г. След като напуска замъка, тя се завръща в Рим, където прекарва последните две години от живота си. На 23 март 1524 г., в големия дворец на брат ѝ кардинал Алесандро, тя умира от неизвестни причини на възраст 48 – 49 г. Десет години по-късно брат ѝ става папа с името Павел III.
Дъщеря ѝ Лаура има от съпруга си Николо дела Ровере три деца, които наследяват притежанията, получени от Орсино Орсини. Една от тях, Елена, се омъжва за Стефано Колона от принцовете на Палестрина, който придобива имота през 1577 г.

## Красотата на Джулия
Винченцо Калмета, който проследява нейната кратка биография, казва, че Джулия е била „с такава върховна красота, че всеки, който я е виждал, е смятал, че в нея има частица от божественост".
Малкото елементи, достигнали до нас, свързани с физическото ѝ описание, се намират в две писма, написани по времето на най-големия ѝ блясък. Първото е написано от Лоренцо Пучи, девер на сестра ѝ Джиролама, до брат му Джаноцо Пучи от Рим на 24 декември 1493 г. Той я посещава в римския дворец, където тя живее заедно с Лукреция Борджия, и между другото казва: „Мадона Юлия е напълняла и направи нещо много красиво и в мое присъствие тя разроши косата си и оформи косата и главата си, които се спускаха до краката ѝ, така че не съм виждал възраст по-красива, и [тя имаше ] шапчица от rensa и над нея мрежа като с определени златни профили, които всъщност приличаха на слънце...“
Второто е написано от Джакомо Драгони до кардинал Чезаре Борджия от Сан Лоренцо на 11 юли 1494 г. Писателят съобщава за нещо като състезание по красота, което се провежда в Пезаро между Джулия и благородничката Катерина Гонзага: първата е мургава средиземноморска красавица, втората красавица от Паданската низина с руса коса, сини очи и бяла кожа. По този повод Гонзага печели:
| „ | Гонзага и Джулия се състезават... Джулия загуби заради красотата на тялото. Съревновават се за лицето. Кафявият тен, черните очи и закръгленото лице и известен плам украсяват Джулия; белотата на кожата ѝ и сините ѝ очи, в които човек може да се види като в огледало, и известна привлекателност, достойна за чест, украсяват Гонзага. Тъмният тен надделя над белотата, а пламът над привлекателността. Те се състезават за очи: Джулия правилно загуби; всъщност тя има по-малко правилно лице, отколкото се изисква; нито състезанието на очите остана неразрешено. Всъщност обикновените хора предпочитат черни очи, а изтънчените сини... Докато обсъждахме устните си (има такива, които обвиняват устните на Джулия в известна асиметрия; има такива, които го отричат и се страхуват, че устните на Гонзага ще бъдат упрекнати за прекомерна финост; има и такива, които упорито отричат това), един шут започна да се смее и каза: "За какво се карате, като не сте видели всичко?“ | “ |

## Джулия Фарнезе в изкуството
За легендарната красота на Джулия Фарнезе, за която много се говори по нейно време и за която се пише и днес, не са запазени свидетелства, а се правят само предположения. Всъщност няма точни подписани портрети на Джулия. Има хора, които вярват, че липсата на изображения се дължи на нещо като damnatio memoriae, на което Джулия е била подложена по заповед на папа Павел III, която му е напомняла за причината за инвеститурата му като кардинал първо, а след това се появява като евентуално препятствие по пътя на собствените му амбиции към папския престол; по този начин той нарежда да бъдат премахнати всички портрети на Джулия, споменът за които е източник на голямо смущение. 
Предполага се, че тя е изобразена на няколко женски портрета, където е изписана дама с еднорог – емблема на нейното семейство. Един от тях принадлежи на четката на Рафаело, но фактът, че е изобразена Джулия, е доста спорен. Изображението на Лука Лонги се счита за по-надеждно, макар и с по-ниско качество.
Джорджо Вазари в своите Жития (в биографията на Пинтурикио) идентифицира Джулия в „Мадоната с Младенеца“, нарисувана от Пинтурикио в Залата на светиите в Апартамента на Борджия в Апостолическия дворец във Ватикана. Последната би могла да бъде най-достоверната хипотеза, както за надеждността на източника, така и за правдоподобността на факта: Джулия е била фаворитката на папа Александър VI и е вероятно той да е поискал да я види изобразена в апартамента си, особено след като Лукреция Борджия, негова дъщеря и голяма нейна приятелка, също е изобразена там. Фактът, че папската любовница е изобразена като Богородица, предизвика скандал и се запомня. Това изображение се счита за изгубено, въпреки че учените наскоро обявяват, че може да е намерен фрагмент от него с Младенеца, идентифициран от копие, взето от унищожената фреска от художника Пиетро Факетио.
Предполага се също, че тя е изобразена от скулптора Гулиелмо дела Порта в образа на Справедливостта (La Giustizia) върху мраморната гробница на папа Павел III. Освен това е възможно Джулия да е полуразгъната женска фигура в „Преображение“ на Рафаело – великият художник от Урбино е отпечатал върху тази фигура, за вечна и нетленна памет, възхитителните черти на Джулия красивата.
Наскоро римски учен изказва хипотеза за идентифицирането с Джулия Фарнезе на един от героите, които съставляват дясната част на мозайката на апсидата в базиликата „Света Пуденциана“ в Рим.

## Джулия Фарнезе в масовата култура